# Dundee
Dundee (wym. [dʌnˈdiː]; gael. Dùn Dèagh) – miasto i jednostka administracyjna (ang. council area) w Szkocji, położone na północnym brzegu zatoki Firth of Tay, u ujścia rzeki Tay do Morza Północnego.
Historia Dundee sięga epoki żelaza i jest związana z ludem Piktów. W średniowieczu miasto było świadkiem wielu wydarzeń o znaczeniu historycznym, zwłaszcza w okresie wojen o niepodległość Szkocji. Wówczas zamek, zajęty przez angielskiego króla Edwarda został odbity przez siły Williama Wallace'a. W czasach rewolucji przemysłowej Dundee stało się centrum przemysłu jutowego, a także zasłynęło z dziennikarstwa i produkcji dżemu pomarańczowego, co przyczyniło się do nadania mu przydomka „miasta juty, dżemu i dziennikarstwa”.
Obecnie Dundee liczy 158 820 mieszkańców (stan na 2020 rok). Wraz z przedmieściami Monifieth, Birkhill i Invergordon tworzy aglomerację o populacji około 170 000 osób. Największą liczbę mieszkańców odnotowano na początku lat 70. XX wieku (prawie 200 000), jednak w kolejnych dekadach populacja miasta malała, głównie z powodu migracji oraz zmian administracyjnych, które spowodowały utratę części przedmieść na rzecz sąsiednich jednostek terytorialnych.
Dundee jest również znane jako „miasto odkryć” (ang. City of Discovery), ponieważ stąd wyruszyło wiele wypraw badawczych, w tym ekspedycja na statku RRS Discovery Roberta Scotta, który obecnie jest eksponowany w lokalnym muzeum. W latach 80. XX wieku miasto stało się ważnym ośrodkiem przemysłu biomedycznego i technologicznego. 
W Dundee znajdują się dwa uniwersytety: University of Dundee oraz University of Abertay Dundee. Miasto jest także siedzibą Szkockiego Teatru Tańca, mieszczącego się w Dundee Repertory Theatre, a w Caird Hall regularnie koncertuje Królewska Szkocka Orkiestra Narodowa.
5 marca 2004 roku Dundee otrzymało status Fairtrade City.

## Historia

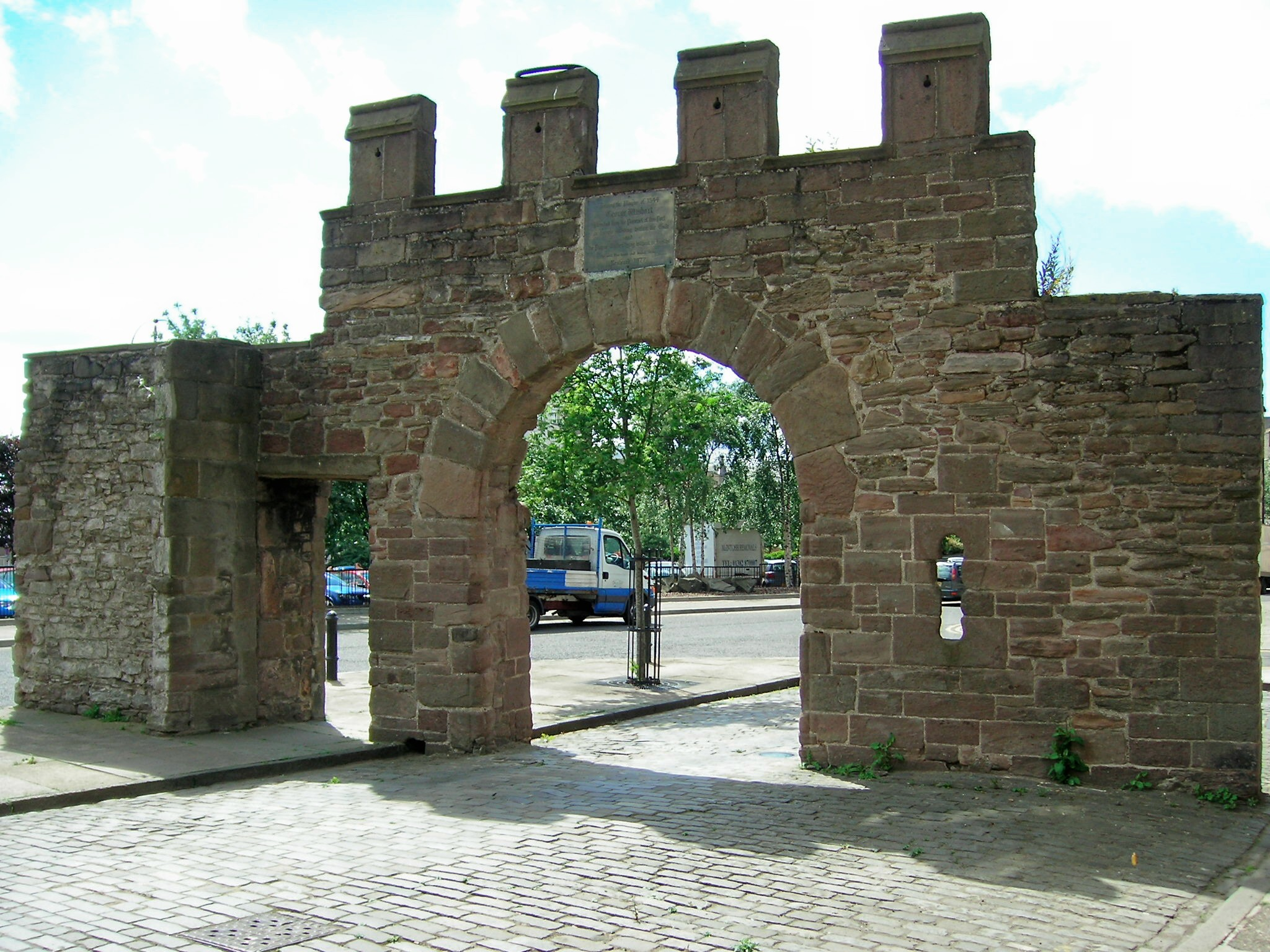
Wishart Arch – jedyna ocalała do dziś część murów miasta

Data założenia pierwszej osady na terenie współczesnego Dundee pozostaje nieznana. W 1190 roku powstał tam pierwszy kościół.
Gaelicka nazwa miasta – Dùn Dèagh – zawiera człon dùn oznaczający  „fort”, co odnosi się do dawnej warowni, której ślady zachowały się na wzgórzu Dundee Law. Dokładne znaczenie słowa Dundee pozostaje nieustalone. Jedna z hipotez sugeruje, że może oznaczać „Fort ognia”, nawiązując do ognisk zapalanych na wzgórzu jako ostrzeżenie dla żeglarzy. Inne interpretacje wskazują na znaczenia „Fort Boga” lub „Fort Tay”.
W 1191 roku Dundee otrzymało prawa miejskie oraz status miasta królewskiego (royal burgh), co świadczy o istnieniu dużej i znaczącej osady. Edward I Długonogi odebrał mu prawa miejskie, lecz w 1327 roku Robert I Bruce przywrócił je i nadał nowe przywileje. W 1545 roku, w związku z działaniami wojennymi znanymi jako rough wooing, Dundee zostało otoczone murem i ufortyfikowane. W lipcu 1547 roku znaczna część miasta uległa zniszczeniu wskutek ciężkiego ostrzału artyleryjskiego wojsk angielskich. W 1645 roku, podczas I angielskiej wojny domowej, Dundee było oblężone przez rojalistę Jamesa Grahama, 1. Markiza Montrose. W 1651 roku, w trakcie III angielskiej wojny domowej, miasto zostało zdobyte przez generała George'a Moncka, dowódcę sił Olivera Cromwella w Szkocji. Podczas najazdu wojska angielskie zniszczyły znaczną część zabudowy i dokonały masakry ludności cywilnej. Dundee odegrało również istotną rolę w powstaniach jakobickich - po zwycięstwie John Graham, 1. Wicehrabia Dundee, wzniósł na wzgórzu Dundee Law sztandar Stuartów, co przyniosło mu przydomek Bonnie Dundee.
W okresie rewolucji przemysłowej Dundee dynamicznie się rozwijało, głównie dzięki przemysłowi jutowemu, który pod koniec XIX wieku zapewniał pracę większości miejscowych robotników. Położenie miasta nad ujściem rzeki Tay sprzyjało importowi juty z subkontynentu indyjskiego oraz rozwojowi przetwórstwa tłuszczu wielorybiego, wykorzystywanego w procesie obróbki juty. W XX wieku znaczenie przemysłu jutowego zaczęło maleć, a ostatni zakład tego sektora zamknięto w latach 70.
Dundee zasłynęło również z produkcji dżemu pomarańczowego. Recepturę marmolady cytrusowej przypisuje się Janet Keiller, która w 1797 roku rozpoczęła jej masową produkcję. Dzięki eksportowi dżem Keiller stał się rozpoznawalną marką, choć czasem jego wytwarzanie przejęły większe przedsiębiorstwa. Oryginalne słoiczki z dżemem Keiller są nadal dostępne na rynku.
Miasto odegrało istotną rolę w rozwoju dziennikarstwa. Założona w 1905 roku firma DC Thomson & Co. pozostaje jednym z największych pracodawców w Dundee, publikując gazety, komiksy dziecięce i magazyny, takie jak The Sunday Post, The Courier, Shout, The Beano i The Dandy.
W XIX wieku Dundee stało się ważnym ośrodkiem przemysłu morskiego i stoczniowego. W latach 1871–1981 wybudowano tam około 2000 statków, w tym antarktyczny okręt badawczy RRS Discovery, używany przez Roberta Falcona Scotta. Statek ten jest obecnie eksponowany w Discovery Point. Zakłady konstrukcji stalowo-ramowych, gdzie zbudowano silnik RRS Discovery, obecnie mieszczą największą księgarnię w mieście. Miasto było również centrum wielorybnictwa - zapotrzebowanie na olej wielorybi dla zakładów jutowych przyczyniło się do rozwoju tej gałęzi gospodarki. W 1892 roku odkryto Dundee Island, nazwaną na cześć wyprawy wielorybniczej „Dundee”. Wielorybnictwo zakończono w 1912 roku, a budowę statków w 1981 roku.
Pierwszy most kolejowy na rzece Tay, zaprojektowany przez brytyjskiego inżyniera kolejowego Thomasa Boucha został otwarty w 1879 roku jako najdłuższy most kolejowy na świecie. Niecały rok później, podczas sztormu, konstrukcja zawaliła się pod ciężarem pociągu pasażerskiego, powodując katastrofę, w której zginęli wszyscy podróżni.

## Władze i polityka

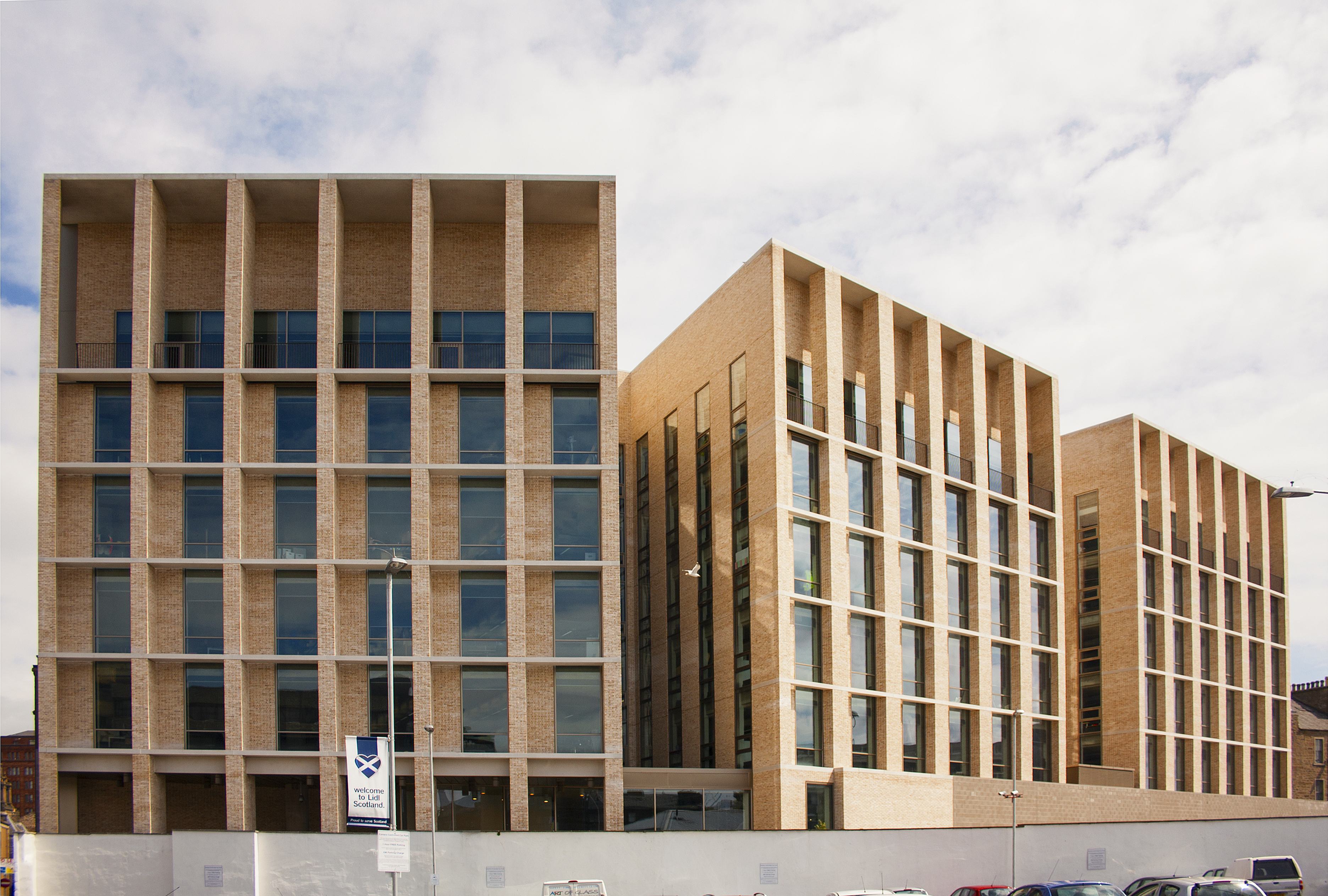
Dundee House – obecna siedziba Urzędu Miasta Dundee

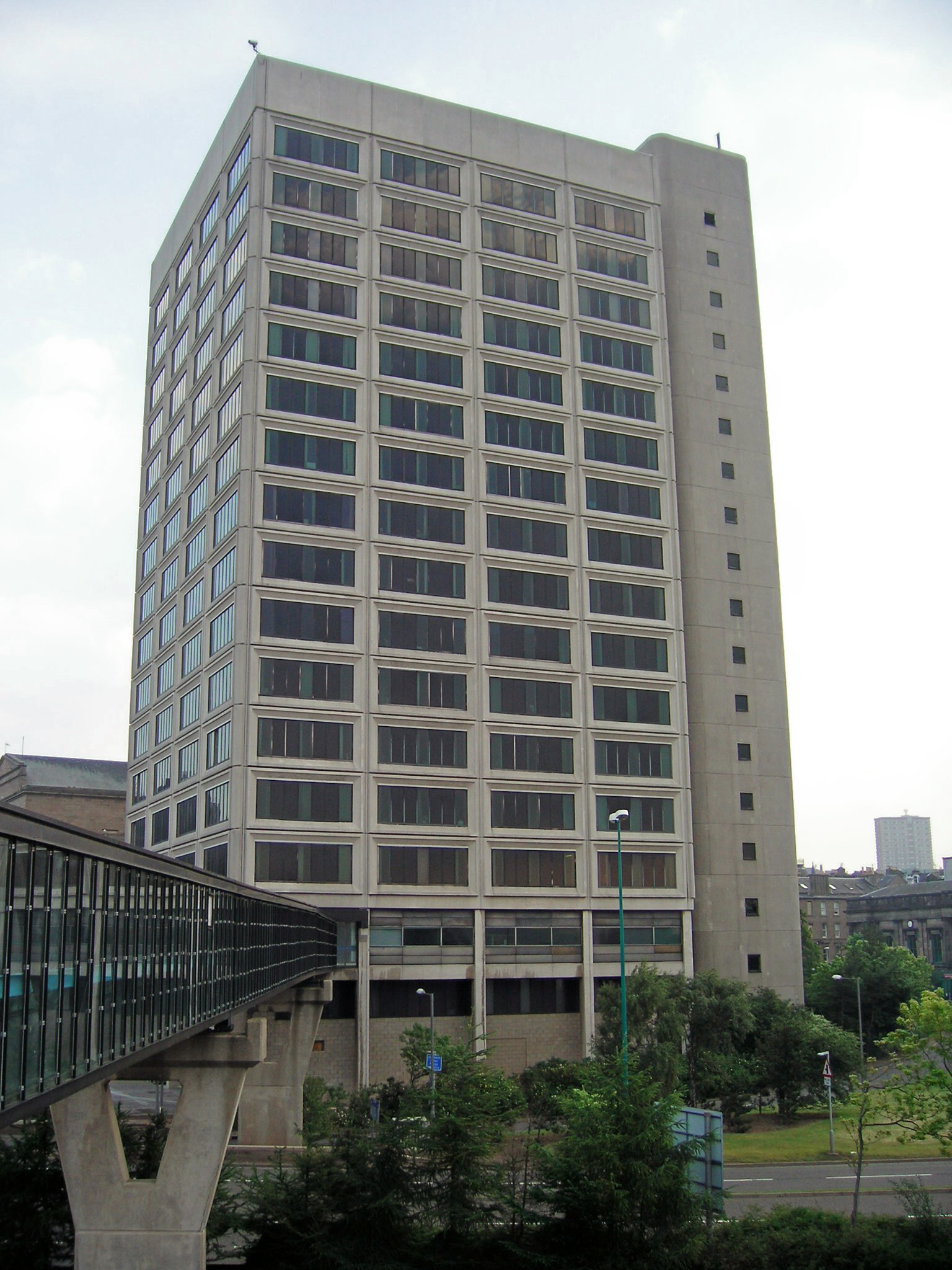
Tayside House – siedziba Urzędu Miasta Dundee do sierpnia 2011

W 1996 roku Dudnee stało się jednolitą jednostką administracyjną na mocy Local Government etc. (Scotland) Act 1994, który nadał mu jednostopniową władzę samorządową, sprawowaną przez Urząd Miasta Dundee.
Miasto ma dwa motta: Dei Donum (łac.: Dar Boga) i Prudentia et Candore (Z rozwagą i czystością), chociaż zwykle tylko ostatnia jest używane do celów reprezentacyjnych miasta. Dundee ma swoich przedstawicieli zarówno w Izbie Gmin, jak i w szkockim parlamencie.

### Władze lokalne
Dundee jest jedną z 32 jednostek administracyjnych Szkocji, reprezentowaną przez Radę Miasta Dundee (Urząd Miasta), składającą się z 29 wybieranych radnych. Poprzednio miasto było hrabstwem miejskim, jednak obecnie stanowi dystrykt w regionie Tayside. Sesje Rady Miasta odbywają się w City Chambers, otwartym w 1933 roku przy City Square. Reprezentujący miasto i przewodniczący Rady ma tytuł Lord Provost, a jego funkcja jest podobna do funkcji burmistrza w innych miastach. 
Do sierpnia 2011 roku Zarząd Rady miał siedzibę w Tayside House na brzegu rzeki Tay. Jednak po decyzji o rozbiórce budynku rada przeniosła swą siedzibę do Dundee House na ulicy North Lindsay. Rada była kierowana przez koalicję mniejszościową partii laburzystów i liberalnych demokratów – 12 radnych, z pomocą Partii Konserwatywnej mającej 5 radnych, mimo że Szkocka Partia Narodowa miała najwięcej radnych – 11. 
Wybory do Rady odbywają się co cztery lata. Poprzednio radni byli wybierani w jednomandatowych okręgach według ordynacji większościowej. Tę sytuację zmienił Local Governance (Scotland) Act 2004 przed wyborami w 2007 roku. Wprowadził on 8 nowych wielomandatowych okręgów, w których wybierano 3–4 radnych pojedynczym głosem przechodnim, w celu uzyskania formy ordynacji proporcjonalnej. W wyniku wyborów żadna partia nie uzyskała większości bezwzględnej; 13 mandatów zdobyła Szkocka Partia Narodowa, 10 – laburzyści, 3 – Partia Konserwatywna, 2 – liberalni demokraci, oraz 1 – radny niezależny.

### Westminster iHolyrood

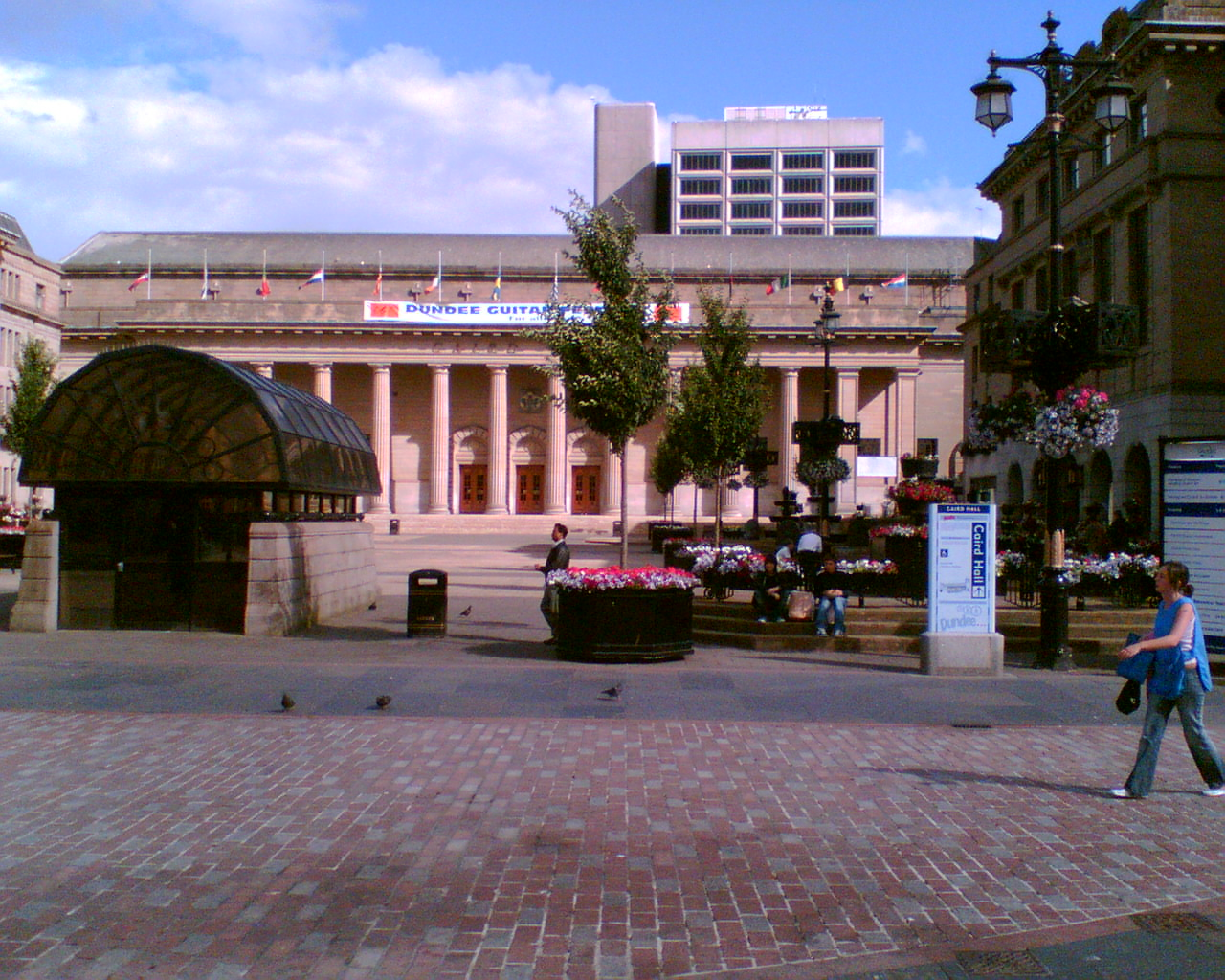
Rynek miejski w Dundee. Budynek z tyłu placu to Caird Hall, natomiast po prawej – Dundee City Chambers, miejsce zebrań Rady Miasta

W wyborach do Izby Gmin, mającej siedzibę w Pałacu Westminsterskim, obszar miasta i część okręgu Angus podzielono na dwa brytyjskie obszary wyborcze. Okręgi Dundee Wschód i Dundee Zachód reprezentowane są odpowiednio przez Stewart Hosie ze Szkockiej Partii Narodowej i laburzystę Jamesa McGoverna.
W wyborach do Szkockiego Parlamentu obszar miasta podzielony jest na 3 okręgi wyborcze. Okręgi Dundee Wschód i Dundee Zachód mieszczą się całkowicie w granicach miasta. Północno-wschodnie i północno-zachodnie części miasta należą do okręgu Angus. Wszystkie trzy okręgi są w północno-wschodnim szkockim regionie wyborczym.

### Współpraca międzynarodowa
Dundee utrzymuje kulturalne, ekonomiczne i naukowe kontakty z następującymi miastami partnerskimi:
- Orlean, Francja (1946 r.)
- Zadar, Chorwacja (1959 r.)
- Würzburg, Niemcy (1962 r.)
- Alexandria, USA (1974 r.)
- Nablus, Palestyna (1980 r.)
- Dubaj, Zjednoczone Emiraty Arabskie (2004 r.)
- West Dundee, Illinois, USA (2013 r.)

Dodatkowo, Szkocka Episkopalna Diecezja Brechin, której ośrodkiem jest katedra św. Pawła w Dundee, prowadzi współpracę z diecezją Iowa w Stanach Zjednoczonych oraz z diecezją Eswatini.

## Geografia

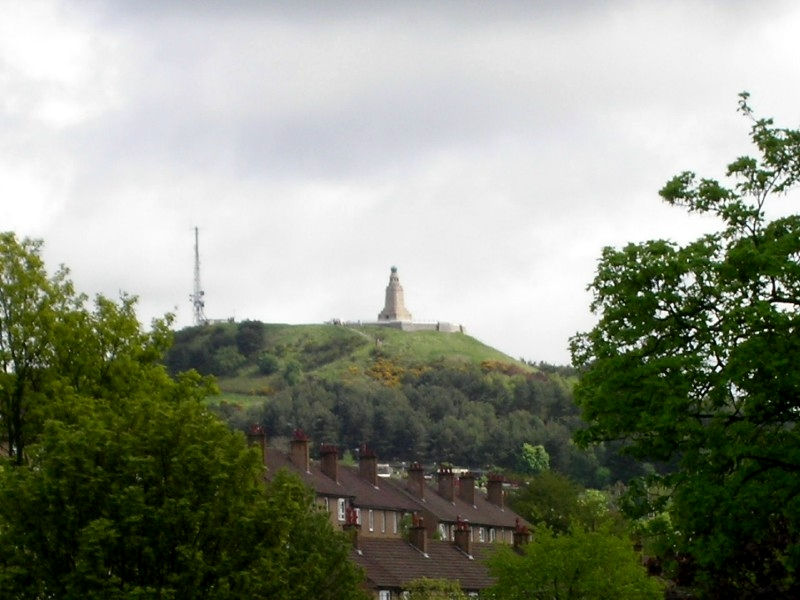
Widok na Dundee Law

Dundee leży na północnym brzegu Firth of Tay, blisko Morza Północnego. Miasto otaczają bazaltowe formy wulkaniczne wygasłego wulkanu, zwanego Dundee Law lub po prostu Law, który mierzy 174 metrów. Jest jedynym szkockim miastem usytuowanym na południowym stoku, co mogłoby sugerować, że jest ono najcieplejsze i najbardziej słoneczne w Szkocji. Temperatury są tu zwykle o kilka stopni wyższe niż w Aberdeen, który jest położony na północ od miasta czy też na wybrzeżach w okolicy Angus. W Dundee panują łagodniejsze zimy niż w innych częściach Szkocji. Dzieje się tak dzięki pobliskiemu pasmu wzgórz, które często jest pokryte śniegiem, podczas gdy miasto pozostaje nieośnieżone.
Dundee, zajmujące stosunkowo małą powierzchnię, jest drugim najgęściej zaludnionym obszarem w Szkocji zaraz po Glasgow, oraz piątym w całej Wielkiej Brytanii. Charakteryzuje się wysoką zabudową, głównie czteropiętrowymi kamienicami w stylu wiktoriańskim zbudowanymi z miodowego lub brązowego piaskowca. Zarówno centralne dzielnice miasta, jak i osiedla na jego obrzeżach pełne są wielopiętrowych bloków mieszkalnych z lat 60. XX w. Te drugie znajdują się wśród najbiedniejszych dzielnic miejskich w Wielkiej Brytanii. Ze wschodnią częścią miasta sąsiaduje znaczące, choć nie włączone do miasta, przedmieście Broughty Ferry – z klubem jachtowym, szerokim wachlarzem profesjonalnych usług oraz kosztownymi domami – są wśród nich zabytki z okresu rewolucji przemysłowej.
Dundee leży blisko Perth (20 mil) i na wschód od Scottish Highlands w południowej części kraju. St Andrews (14 mil) i Fife w północno-wschodniej Szkocji położone są na południe, natomiast Sidlaw Hills, Angus Glens i Glamis Castle – na północ od miasta. Nieopodal Dundee znajdują się dwa najbardziej prestiżowe szkockie pola golfowe, St Andrews Links i Carnoustie Golf Links. Miejscowości Invergowrie w Perthshire, Newport on Tay w Fife oraz Monifieth i Birkhill w Angus leżą poza granicami administracyjnymi Dundee, chociaż de facto są jego przedmieściami.

## Demografia
Rdzenni mieszkańcy Dundee nazywają siebie „Dundonianami” (ang. Dundonians) i wyróżniają się charakterystycznym akcentem, w którym najłatwiej zauważyć zamianę monoftongu /e/ na dyftong /ai/.
Znaczna część mieszkańców zarabia poniżej średniej krajowej lub korzysta z systemu świadczeń socjalnych. Ponad połowa dzielnic Dundee znajduje się wśród najuboższych obszarów Szkocji. Mniej niż połowa domów w mieście to nieruchomości własnościowe, większość stanowią mieszkania spółdzielcze lub komunalne, choć ich udział jest wyższy niż w Glasgow. Szczególnie wysoki poziom ubóstwa odnotowano w dzielnicy Whitfield, gdzie 96% mieszkańców żyje poniżej progu ubóstwa – jest to najwyższy wskaźnik w Wielkiej Brytanii. W 2004 roku Dundee miało najwyższy wskaźnik aborcji w Szkocji (24,2‰) oraz najwyższy wskaźnik ciąż wśród nastolatek w Europie Zachodniej (1 na 16, przy średniej to 1 na 23).
Podobnie jak w innych brytyjskich miastach, populacja Dundee znacznie wzrosła w wyniku urbanizacji podczas rewolucji przemysłowej. Największy przyrost ludności nastąpił w połowie dekady 1800 wraz z napływem irlandzkich robotników uciekających przed wielkim głodem (1845–1849), których zachęciła industrializacja miasta. Dundee stało się również miejscem osiedlania się imigrantów z Włoch, którzy uciekli przed biedą i głodem, oraz z Polski, gdzie społeczność żydowska szukała schronienia przed pogromami w XIX wieku, a także przed II wojną światową w XX wieku.
Obecnie Dundee ma liczną populację mniejszości narodowych, w tym trzecią co do wielkości społeczność Azjatów w Szkocji, po Glasgow i Edynburgu, która liczy około 3 500 osób. Miasto przyciągnęło więcej mieszkańców Europy Wschodniej niż przewidywano, a prognozy wskazują na dalszy wzrost liczby imigrantów, w tym około 2 000 osób z Bułgarii. Dundee jest również popularnym miejscem dla studentów z Irlandii i innych krajów Unii Europejskiej, którzy stanowią 14,2% populacji miasta - najwyższy udział wśród czterech największych miast Szkocji. Miasto wyróżnia się stosunkowo wysokim stopniem recyklingu odpadów komunalnych.

## Gospodarka

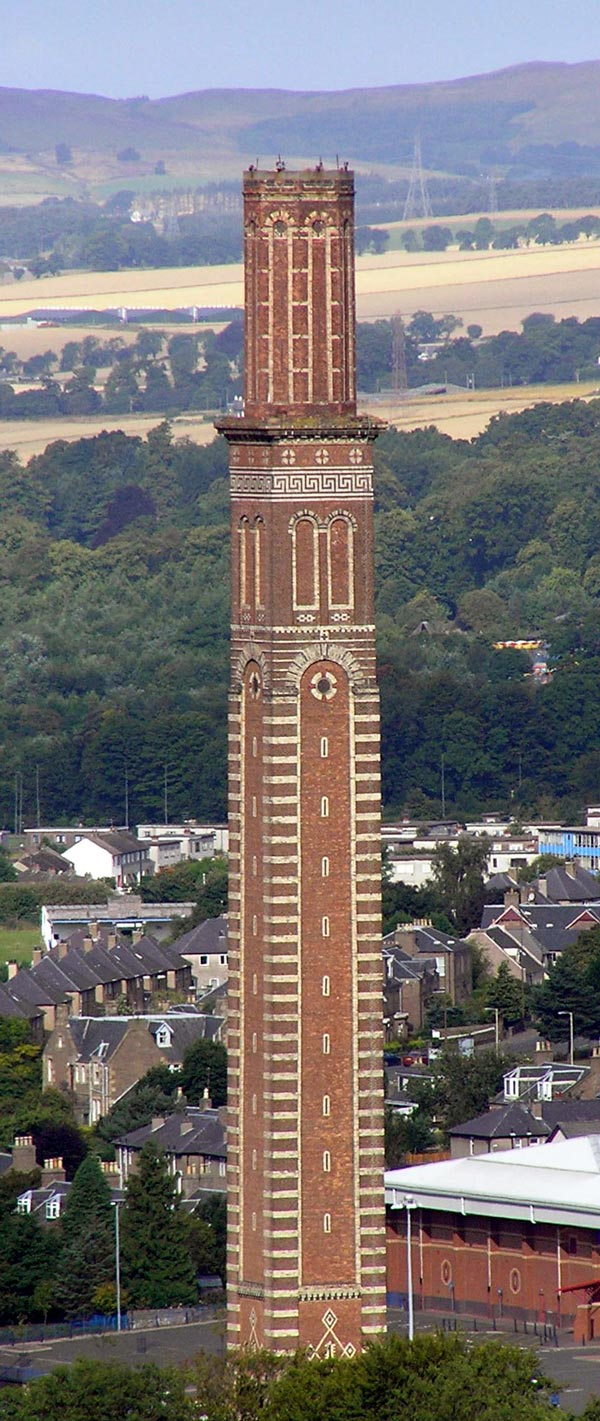
Cox’s Stack – komin dawnego zakładu jutowego Camperdown. Jego nazwa pochodzi od nazwiska barona jutowego Jamesa Cox, późniejszego Lorda Provosta Dundee

Dundee to ośrodek naukowy oraz najważniejsze szkockie centrum handlu po Glasgow i Edynburgu. Ponad 300 000 osób dojeżdża do centrum miasta w 30 minut, a 700 000 – w godzinę. Dundee położone jest w sercu Szkocji, godzinę drogi od Edynburga i Glasgow oraz niewiele dalej – od Aberdeen. Wielu mieszkańców North East Fife, Angus i Perth and Kinross dojeżdża do pracy w mieście. W 2006 roku ludność aktywna zawodowo stanowiła 76,7% populacji Dundee w wieku produkcyjnym, z czego około 20% to studenci studiów dziennych. W mieście znajduje się prawie 95 000 etatów w ok. 4000 firm. Liczba miejsc pracy wzrosła o blisko 10% od roku 1996. Obecnie inwestycje w mieście są na rekordowym poziomie. Od 1997 r. Dundee stało się centrum inwestycji na kwotę sięgającą miliard funtów.
Pomimo rozwoju ekonomicznego udział w ogólnej liczbie ludności Dundee mieszkańców żyjących w ubóstwie, często określanych jako społecznie wykluczeni, jest – po Glasgow – największy w Szkocji. W lutym 2006 r. średnie zarobki tygodniowe były równe 409 £ (szkocka średnia) – wzrost o 33% w stosunku do roku 1998. W 2006 roku bezrobocie w Dundee wynosiło około 3,8% i było wyższe niż średnia – 2,6% – w Szkocji, aczkolwiek miastu udało się obniżyć jego poziom od roku 1996 (8,6% przy średnim bezrobociu w Szkocji – 6,1%). W 2000 roku, po raz pierwszy od ponad 25 lat, liczba bezrobotnych w mieście wynosiła mniej niż 5000 osób. Od roku 1990 średnie ceny mieszkań wzrosły tam co najmniej dwukrotnie z 42 475 £ (w 1990 r.) do 102 025 £ (w 2006 r.). Całkowita kwota przychodów ze sprzedaży mieszkań w mieście potroiła się z 115 915 391 £ (1990 r.) do 376 999 716 £ (2004 r.). Ceny domów wzrosły o ponad 15% między latami 2001–2002 i 2002–2003 a pomiędzy rokiem 2005 i 2006 – o 16,6%.

### W ujęciu historycznym
W okresie po II wojnie światowej nastąpiła transformacja ekonomiczna miasta. Co prawda przemysł jutowy nadal zatrudniał 20% ogółu pracowników, ale zaczęły rozwijać się także nowe gałęzie gospodarki. Pod koniec 1945 roku, NCR Corporation wybrała Dundee na miejsce działalności w Wielkiej Brytanii, głównie z powodu braku zniszczeń wojennych, dobrej infrastruktury komunikacyjnej oraz wysokiej produktywności, dzięki długiemu nasłonecznieniu. Produkcja ruszyła na rok przed oficjalnym otwarciem fabryki 11 czerwca 1947 roku. Dwa tygodnie po obchodach 10-lecia zakładu, wyprodukowano tam 250 000 bankomatów. Do lat 60. NCR, produkując bankomaty w kilku swoich fabrykach w Dundee, stała się jego głównym pracodawcą. Firma, znana wśród pracowników i okolicznych mieszkańców jako the Cash, udoskonaliła czytniki kart magnetycznych do kas i produkowała pierwsze komputery. Astral, mieszczące się w Dundee przedsiębiorstwo zajmujące się produkcją i sprzedażą chłodziarek i pralek, po połączeniu z Morphy Richards rozszerzyło swą działalność, zatrudniając ponad 1000 osób. Rozwój produkcji opon Michelin w Dundee pomógł wchłonąć bezrobocie spowodowane spadkiem znaczenia przemysłu jutowego. Miało to szczególnie znacznie po ogłoszeniu 30 kwietnia 1969 r. przez Board of Trade abolicji kontroli handlu jutą.
Zatrudnienie w Dundee zmieniło się dramatycznie w latach 80. wraz ze spadkiem o blisko 10 000 liczby miejsc pracy z powodu likwidacji stoczni, zaprzestania produkcji dywanów oraz zaniku handlu jutą. Aby zwalczać rosnące bezrobocie i słabe warunki ekonomiczne, Dundee ogłoszono strefą ekonomiczną Enterprise Zone w styczniu 1984 r. W 1983 roku korporacja Timex wyprodukowała tu pierwsze komputery domowe Sinclair ZX Spectrum. W tym samym roku firma przekroczyła limity produkcji, pomimo strajku pracowników protestujących przeciwko zwolnieniom i planom wyburzenia jednej z fabryk pod budowę supermarketu. Timex zamknął swój zakład w Dundee w 1993 r. po burzliwych, sześciomiesięcznych strajkach. W styczniu 2007 r. NCR ogłosiła plany redukcji 650 etatów w swojej fabryce Gourdie, kończąc tym samym produkcję ATM w Dundee. Teraz będzie ona używana jedynie do produkcji bankomatów na małą skalę oraz wytwarzania prototypów. Jednak zakład w Dundee będzie nadal spełniał funkcje: B+R, oprogramowania, sprzedaży i wsparcia technologicznego.

### Współcześnie

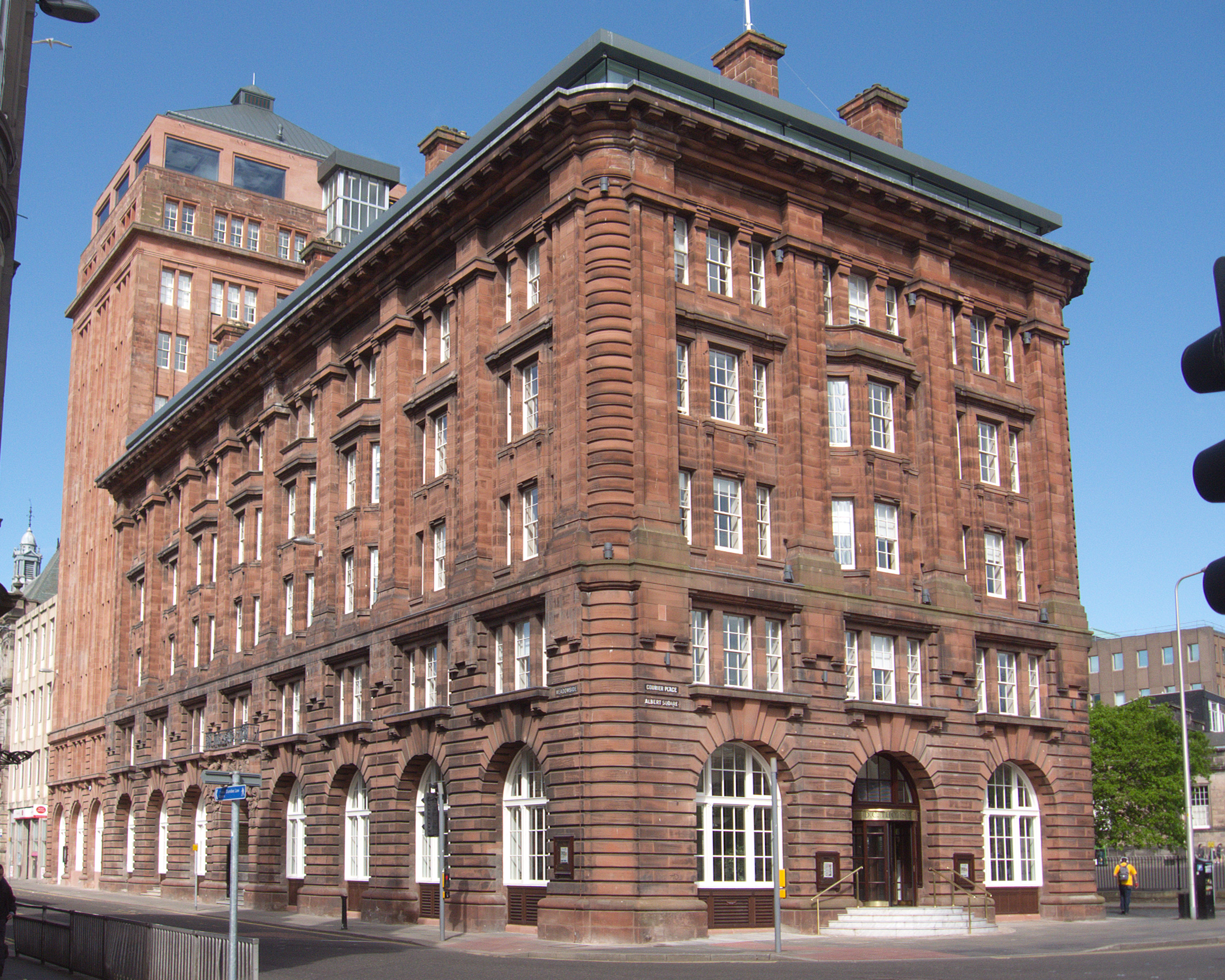
Siedziba dyrekcji firmy DC Thomson & Co. w Dundee

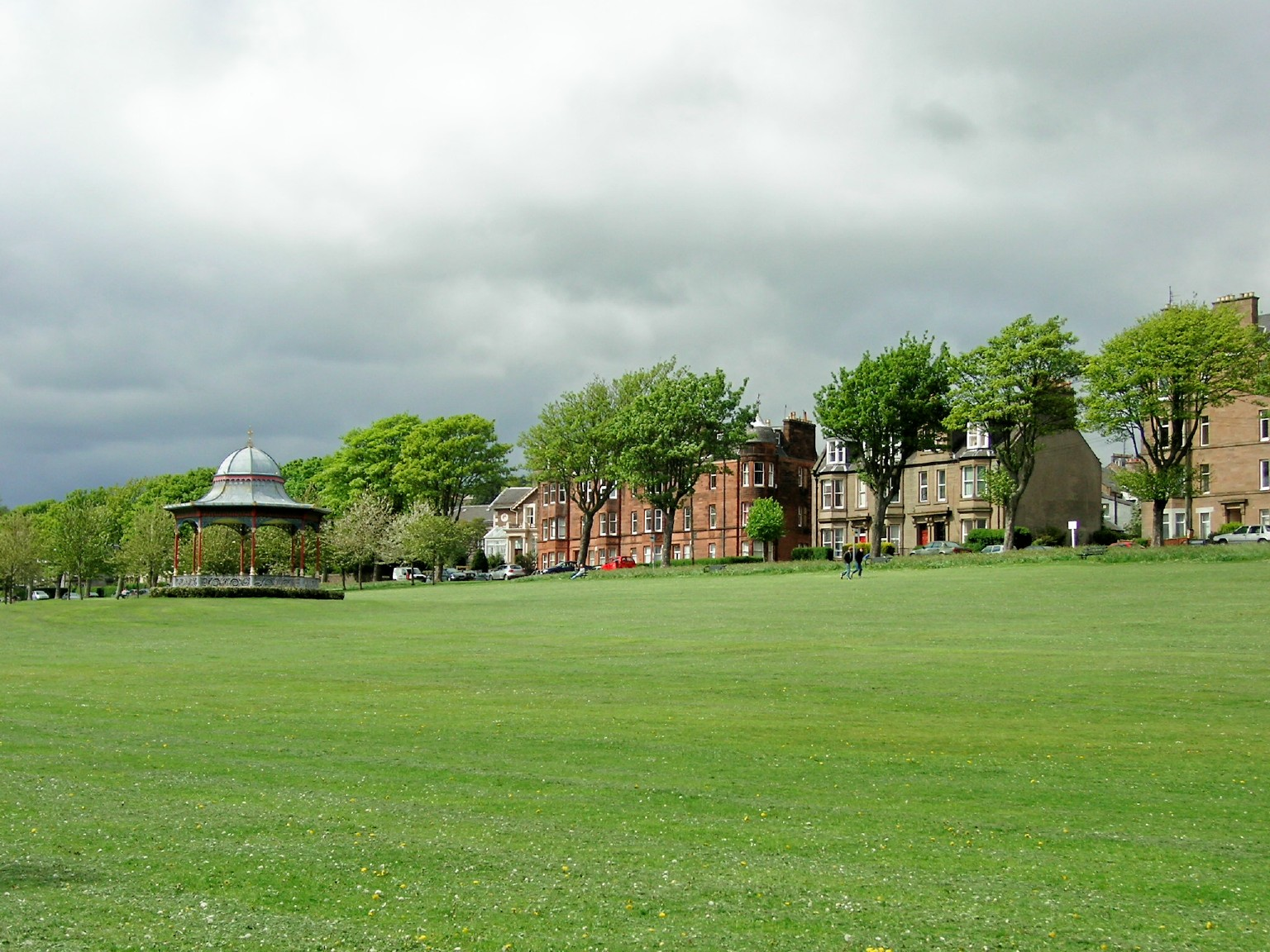
Magdalen Green z altaną koncertową położona w dzielnicy West End

Podobnie jak w pozostałych regionach Szkocji, przemysł produkcyjny stopniowo zastępowany jest przez gospodarkę mieszaną, chociaż 13,5% zatrudnionych nadal pracuje w sektorze produkcyjnym. Jest to więcej niż średnio w Szkocji i Wielkiej Brytanii oraz ponad dwa razy więcej niż w Edynburgu, Glasgow i Aberdeen. Nowe rozwijające się branże to głównie informatyka (udoskonalanie oprogramowania) i biotechnologia wraz z handlem. Miasto posiada mały sektor finansowy, bankowy i ubezpieczeniowy, zatrudniając łącznie 11% ogółu pracowników, mniej niż 3 większe szkockie miasta, gdyż przykładowo w Edynburgu co trzeci pracownik znajduje zatrudnienie właśnie w sektorze bankowo-finansowym.
W 2006 roku 29 firm zatrudniało 300 lub więcej pracowników (włącznie z limited companies i prywatnymi firmami): NCR Corporation, Michelin, Tesco, D. C. Thomson & Co, BT Group, SiTEL, Norwich Union, Royal Bank of Scotland, Asda, Strathtay Scottish, Tayside Contracts, Tokheim, Scottish Citylink, W H Brown Construction, C J Lang & Son, Joinery and Timber Creations, HBOS, Debenhams, Travel Dundee, WL Gore and Associates, In Practice Systems, The Wood Group, Simclar, Millipore Life Sciences, Alchemy (technologie związane z przeciwciałami), Cypex (producent leków zawierających sztuczne enzymy odpowiedzialne za metabolizm, m.in. cytochrom P450, oraz inne specyfiki metaboliczne). Główni pracodawcy w sektorach państwowym i prywatnym to NHS Tayside, University of Dundee, Policja Tayside, Dundee College, Straż Pożarna Tayside, Her Majesty’s Revenue and Customs, University of Abertay Dundee oraz Wellcome Trust.
Największymi pracodawcami w Dundee są Urząd Miasta i NHS (ang. National Health Service) – publiczna służba zdrowia, zatrudniając łącznie 10% siły roboczej. Inżynieria biomedyczna i biotechnologia, wliczając początkujące firmy biomedyczne mające korzenie w uniwersyteckich ośrodkach badawczych, bezpośrednio zatrudnia prawie 1000 osób, a pośrednio – 2 000. Od ponad 20 lat technika informatyczna i produkcja oprogramowania do gier komputerowych są ważnymi branżami w mieście. Rockstar North, wydawca serii Lemmings i Grand Theft Auto, firma założona w Dundee jako DMA Design przez Davida Jonesa, absolwenta Uniwersytetu Abertay Dundee. David Jones jest obecnie CEO Realtime Worlds, które wydało ostatnio (2007 r.) Crackdown dla Xbox 360 oraz odpowiada za zatrudnienie ponad 140 osób różnej narodowości, głównie w Dundee.
Dundee kontroluje 10% brytyjskiego cyfrowego przemysłu rozrywkowego, o rocznym obrocie wynoszącym 100 milionów £. Poza wyspecjalizowanymi dziedzinami medycyny, nauk ścisłych i technologii, proporcja „Dundonian” zatrudnionych w sektorze produkcyjnym jest wyższa niż w większych miastach Szkocji: blisko 12% pracowników. Dochód produkcyjny na 1 mieszkańca w Dundee wynosił 19 700 £ w 1999 r., natomiast w Glasgow 16 700 £. Wskaźnik upadłości w biznesie w Dundee jest niższy niż w innych szkockich miastach – jedynie 2,3% wszystkich likwidacji firm w Szkocji, w porównaniu do 22% i 61,4% dla odpowiednio Edynburga i Glasgow.
Okolice miasta są siedzibą 3 głównych baz wojskowych Wielkiej Brytanii: Condor (Royal Marines), Leuchars (RAF), która może być źródłem nagłego hałasu (ćwiczenia lotnicze), oraz Barry (armia i szkolenia wojskowe).
W Dundee działa Ninewells Hospital – jeden z największych i najnowocześniejszych szpitali w Europie, jak również 3 inne szpitale publiczne – Kings Cross, Victoria i Ashludie oraz jeden prywatny – Fernbrae.
W Castle Huntly znajduje się otwarte więzienie o niskim nadzorze dla mężczyzn z wyrokiem 18 miesięcy i więcej, natomiast w pobliskim Perth mieści się większy zakład karny przeznaczony dla więźniów odsiadujących wyroki poniżej 4 lat. Więzienie w Perth prowadzi także sekcję dla młodych przestępców, szczególnie odbywających końcówkę kary, we Friarton Hall.
Hotele w Dundee służą jako baza turystyczna dla okolicznych wiejskich regionów Angus oraz Perth and Kinross.

## Transport

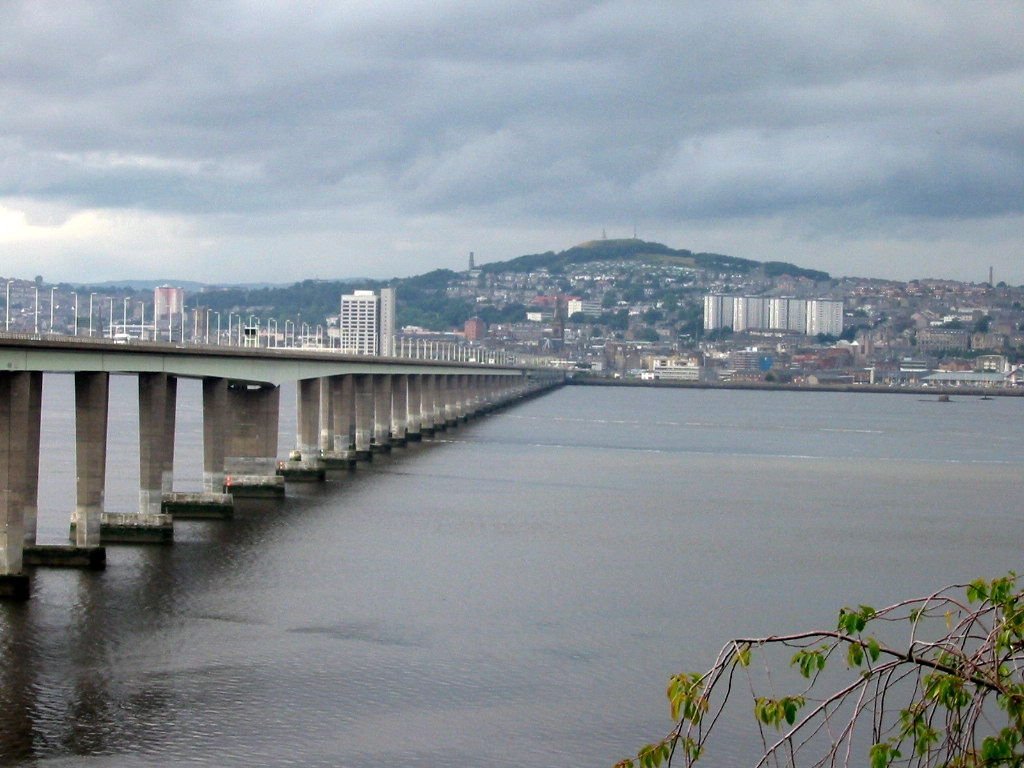
Widok na Dundee poprzez ujście rzeki Tay od strony południowej. Wzgórze w tle to Dundee Law usytuowane mniej więcej w centrum miasta. Po lewej most drogowy na rzece Tay

Droga A90 biegnąca przez Dundee łączy miasto z autostradą M90 i Perth na zachodzie oraz z Forfar i Aberdeen na północy. W obrębie miasta jest ona drogą ekspresową i częścią obwodnicy po jego północnej stronie, zwanej Kingsway, zatłoczonej w godzinach szczytu. Na wschodzie droga A92 łączy Dundee z Monifieth i Arbroath oraz z hrabstwem Fife na południowym brzegu ujścia Tay przez płatny most. Opłaty pobierane są tylko na południowej granicy (od 2008 roku zaprzestano pobierania opłat) od kierujących się do Fife. Główny, południowy szlak komunikacyjny (A991), wiodący wokół miasta, prowadzi drogami Riverside Drive i Riverside Avenue wzdłuż rzeki od połączenia z A90 na zachodzie do centrum miasta, gdzie łączy się z A92 przy moście.
W Dundee istnieje rozległy, publiczny transport autobusowy, któremu dworzec autobusowy Seagate służy jako główna zajezdnia. Travel Dundee – firma autobusowa z siedzibą w Dundee – obsługuje większość śródmiejskich połączeń, wraz z firmą Strathtay Scottish, specjalizującą się w obsłudze połączeń wiejskich. Dwie stacje kolejowe miasta to dworzec główny Dundee (Tay Bridge), położony przy dokach oraz o wiele mniejsza stacja kolejowa Broughty Ferry, położona dalej na wschód w Broughty Ferry. Transport kolejowy uzupełniają dworce w Invergowrie, Balmossie i Monifieth. Pasażerów obsługują First ScotRail, Virgin Cross Country i East Coast. W latach osiemdziesiątych XX w. zamknięto tu terminal firmy Freightliner. Od tego czasu w mieście nie ma frachtowych usług transportowych.
Lotnisko Dundee oferuje połączenia handlowe do portów lotniczych Londyn-City, Birmingham International i Belfast-City.
Obsługuje ono małe samoloty i leży 3 km na zachód od centrum miasta, nad rzeką Tay. Najbliższy większy międzynarodowy port lotniczy mieści się w Edynburgu (odległy o ok. 60 mil).
Najbliższy morski port pasażerski znajduje się około 35 mil na południe w Rosyth nad Firth of Forth.

## Edukacja

### Szkoły

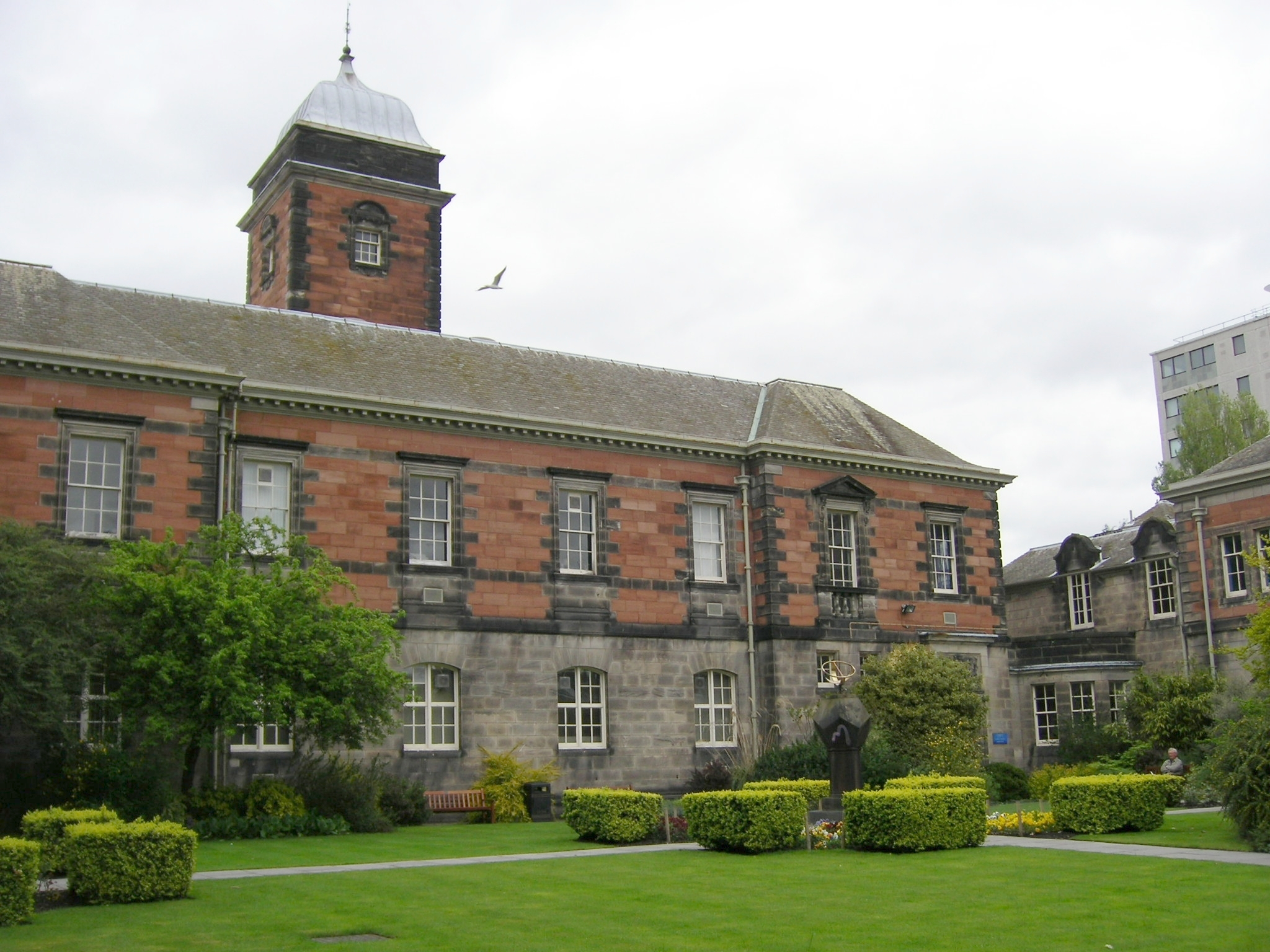
Uniwersytet w Dundee

Szkoły w Dundee mają nabór uczniów liczący ponad 20 300. W mieście działa 41 szkół podstawowych i 10 szkół średnich. Wśród nich, 12 podstawówek i 3 licea służą ludności wyznania rzymskokatolickiego, pozostałe szkoły nie są określone wyznaniowo. Dundee jest także siedzibą szkoły dla dziewcząt muzułmańskich – jedynej takiej placówki w Szkocji. Wyniki nauczania szkół średnich stopnia podstawowego oraz wyższego, w latach 1997 do 1999, znajdowały się dużo poniżej średniej krajowej, chociaż dane z następnych lat wskazują na znaczącą poprawę. Między 2003 a 2006 rokiem 85% uczniów uzyskało access 3 (zaliczyło kursy umożliwiające podjęcie osobom pełnoletnim edukację w szkołach wyższych) lub zdało egzamin gimnazjalny na poziomie średnio zaawansowanym (niższego stopnia – ang. Intermediate 1) z angielskiego lub matematyki, a 12% uzyskało co najmniej C z matury w skali ocen od No Award do A (No Award – najniższa, D – 45–49% punktów – brak zaliczenia poziomu Intermediate 2, C, B, A). Przeciętny udział absolwentów kontynuujących naukę w szkołach policealnych lub wyższych wyniósł 56% w roku szkolnym 2004/2005, 4% więcej od średniej narodowej 52%. Był to wzrost od okresu lat 1997–1999, kiedy wskaźnik sytuował się znacznie poniżej szkockiej średniej. Współczynnik wagarów w miejskich szkołach poprawił się względem poprzednich oraz na tle narodowej średniej równej 0,8%, wynosząc 0,2%.
W Dundee mieści się jedna z niepublicznych (prywatnych) szkół, High School of Dundee, założona w XIII wieku przez opata i mnichów z Lindores. W poczet jej pierwszych uczniów możemy zaliczyć Williama Wallace, Hektora Boece oraz Jamesa, Johna i Roberta Wedderburnów, autorów The Gude and Godlie Ballatis, jednej z ważnych prac literackich szkockiej reformacji. Była to najwcześniej „zreformowana” szkoła w Szkocji, która przyjęła nową religię w 1554.
Najbardziej prestiżowe państwowe szkoły średnie w Dundee to: Harris Academy, Morgan Academy oraz St John’s RC High School. Harris Academy założono w roku 1885 i jest ona największą państwową szkołą w mieście. Wśród byłych uczniów możemy wymienić parlamentarzystę George’a Gallowaya, zawodowego piłkarza Christian Dailly oraz byłego wiceprzewodniczącego Rangers Football Club, Donalda Findlaya. Powstanie Morgan Academy datuje się na rok 1888, kiedy to Dundee Burgh School Board kupiła szpital Morgan, przekształcając go w szkołę. Szkoła i wcześniejszy szpital noszą imię Johna Morgana, który zapisał w testamencie znaczną część swej fortuny na założenie lokalnej instytucji. Pierwotny budynek został zniszczony przez pożar w roku 2001, ale odtąd jest z wysiłkiem odbudowywany i unowocześniany.
St Johns RC High School odnowiono w latach 2004–2006; nowy budynek, odremontowany za 12,5 £ miliona, jest jedną z najlepiej wyposażonych szkół w Wielkiej Brytanii.

### College i uniwersytety
Dundee posiada dwa uniwersytety oraz społeczność studencką szacowaną na 17 000. Uniwersytet w Dundee został założony w roku 1967, przez 70 wcześniejszych lat pełniąc funkcję college’u Uniwersytetu St Andrews. Znaczące badania w dziedzinach biomedycyny i onkologii są prowadzone przez „College of Life Sciences” (część Uniwersytetu Dundee). W jego ramach działa także Duncan of Jordanstone School of Art and Design. W październiku 2005 roku uniwersytet został pierwszym centrum UNESCO w Wielkiej Brytanii; będzie ono zaangażowane w badania nad gospodarką światowymi zasobami wody, wspólnie z ONZ.
Uniwersytet Abertay Dundee jest nowym uniwersytetem; utworzony w 1994 przez nadanie statusu uniwersytetu Dundee Institute of Technology, założonego w 1888. Uniwersytet prowadzi kierunek technologii gier komputerowych oraz wydział programowania, organizujący coroczny konkurs związany z produkcją gier komputerowych o nazwie Dare to Be Digital. Uczelnia jest również siedzibą Dundee Business School. W maju 2002 Uniwersytet Abertay Dundee został sklasyfikowany jako numer jeden w Wielkiej Brytanii pod względem inwestycji w zaplecze technologiczne IT w rankingu Financial Times. Uniwersytet w Dundee zajął trzecią pozycję pod względem pracy socjalnej, siódme pod względem architektury oraz ósme w naukach biologicznych.
- College Dundee to objęty miejskim patronatem college policealny, założony w 1985 jako instytucja szkolnictwa wyższego oraz szkolenia zawodowego. College jest znany dzięki centrum New Media i Szkockiej Szkole Tańca Współczesnego. W 2005 inspekcja Her Majesty’s Inspectorate of Education określiła poziom nauczania college’u jako „bardzo dobry” w 6 z 7 kategorii oraz w ocenie ogólnej[56].

## Religia

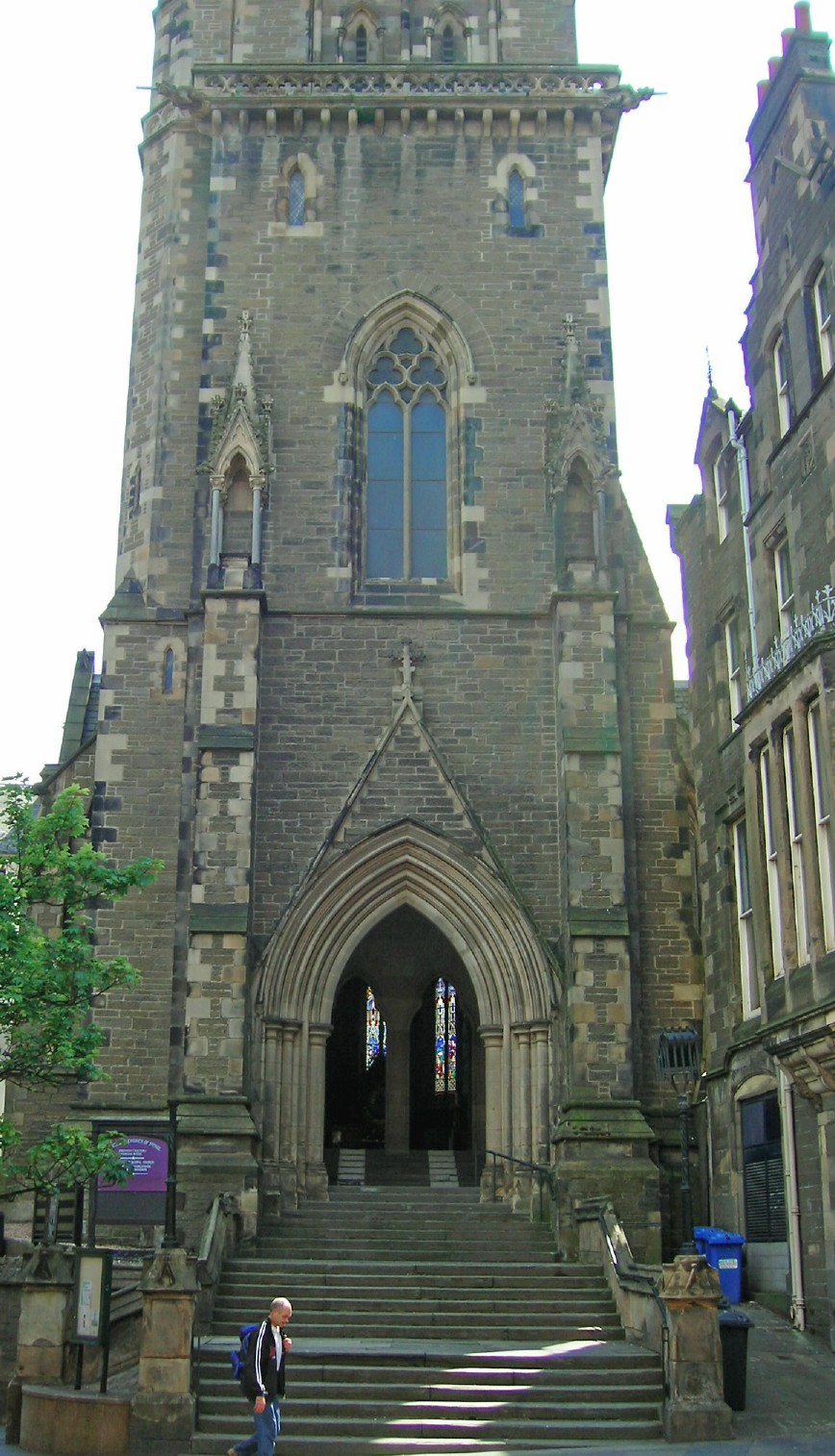
Katedra św. Pawła

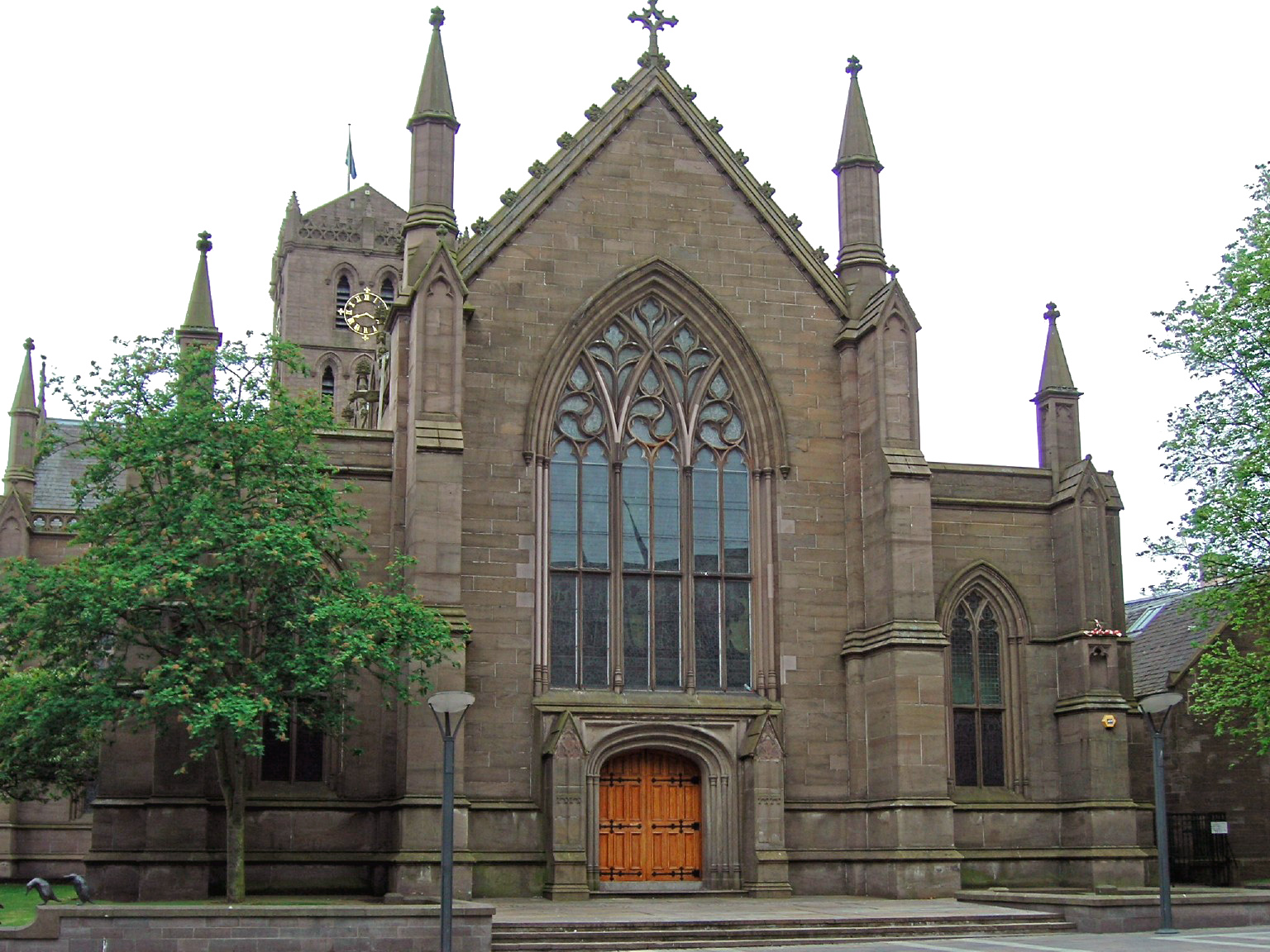
Kościół parafialny Dundee (NMP)

Kościoły miejskie: parafialny pw. Matki Boskiej oraz Steeple Church stanowią znamienite budowle Kościoła Szkockiego w Dundee. Leżą w miejscu średniowiecznej parafii pw. Najświętszej Maryi Panny, z której pozostała jedynie zachodnia wieża z XV wieku. Przyległa do niej świątynia była swego czasu największym kościołem parafialnym w średniowiecznej Szkocji. Wśród ówczesnych miast szkockich Dundee wyróżniał fakt posiadania dwóch kościołów parafialnych; po drugim, pw. św. Klemensa, położonym w rejonie dzisiejszego Rynku, nic nie pozostało. W średniowieczu w mieście znajdowały się również domy zakonne dominikanów i franciszkanów oraz wiele szpitali i kaplic. Taki stan rzeczy zmieniła reformacja (1559) – i po tych instytucjach pozostały tylko budynki.
Prezbiterium Kościoła Szkockiego w Dundee składa się obecnie z 45 kongregacji, chociaż wiele z nich dzieli się obecnie ministrami. Robert Murray McCheyne, pełniąc posługę w kościele św. Piotra (obecnie Wolny Kościół Szkocki) od 1838 do swej śmierci w 1843, wprowadził znaczącą odnowę życia religijnego w Dundee. W mieście znajdują się także dwie katedry – pod wezwaniem św. Pawła (Episkopalny Kościół Szkocji) i rzymskokatolicka katedra św. Andrzeja.
Zarejestrowana wspólnota żydowska istnieje w mieście od XIX wieku. Współczesną ortodoksyjną synagogę w Dudhope Park zbudowano w latach siedemdziesiątych XX w. wraz z cmentarzem żydowskim oddalonym o około 3 mile w kierunku wschodnim.
Muzułmanom służy jeden duży i kilka pomniejszych meczetów oraz Instytut Al Maktoum studiów arabistycznych i islamistycznych, otwarty w 2000 roku. W Broughty Ferry mieści się jedyna w Szkocji muzułmańska szkoła prywatna dla dziewcząt. Sklepy i restauracje z żywnością halal wraz ze sklepami sprzedającymi ubrania i akcesoria azjatyckie znajdują się w okolicach dzielnicy Hilltown.
W mieście jest również hinduski mandir oraz sikhijska gurdwara.

## Kultura

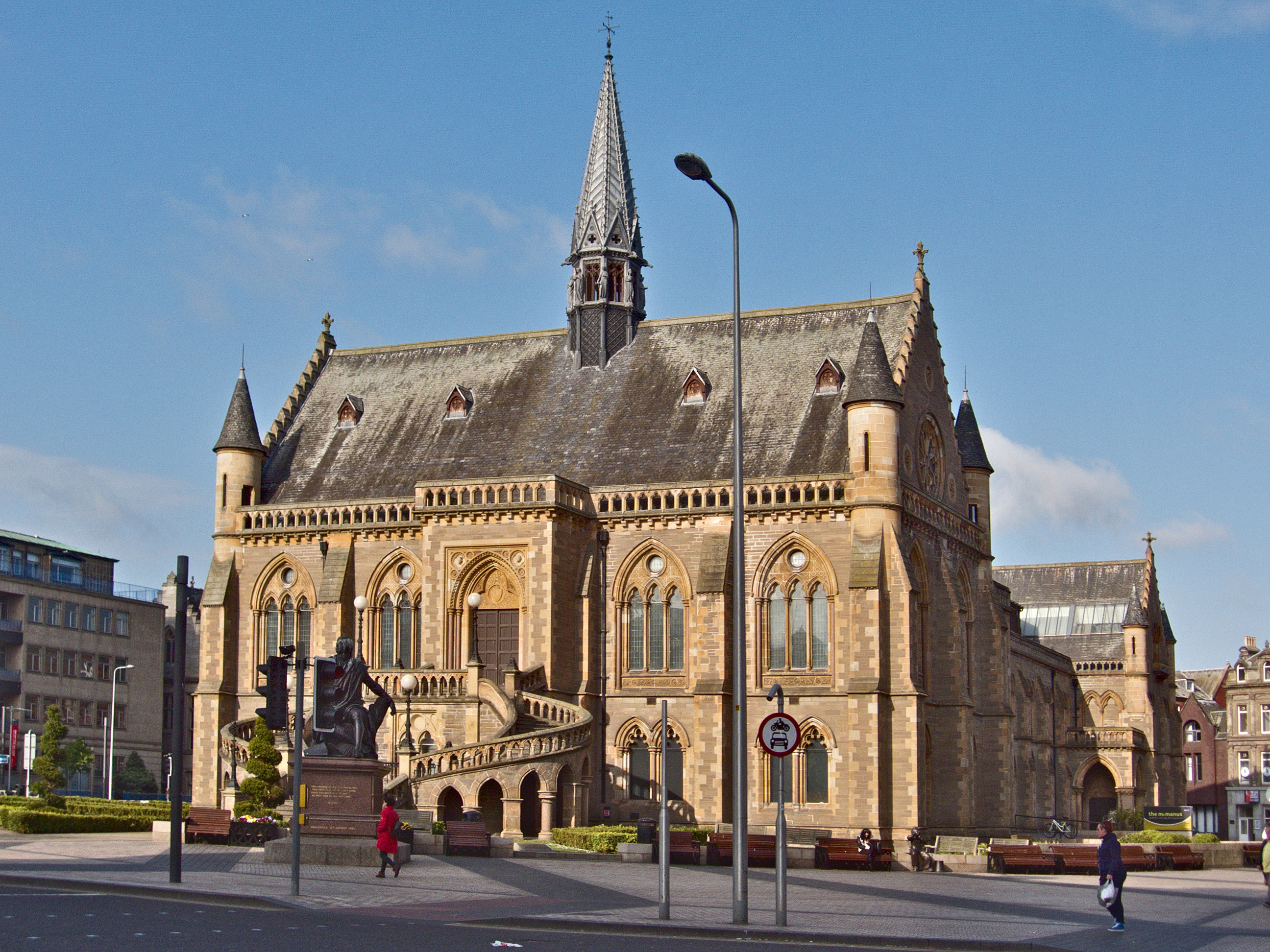
Galeria McManus – muzeum i galeria sztuki

W Dundee mieści się jedyny w Szkocji zespół teatralny działający w pełnym wymiarze godzin, założony w latach 30. XX wieku. Jednym z jego najsłynniejszych aktorów jest hollywoodzki, urodzony w Dundee – Brian Cox. Dundee Repertory Theatre, zbudowany w 1982, jest także siedzibą Szkockiego Teatru Tańca. Główna sala koncertowa w Dundee – Caird Hall (nazwana na cześć swego dobroczyńcy barona jutowego Jamesa Key Cairda) – gości zwykle Królewską Szkocką Orkiestrę Narodową. Na mniejszych scenach natomiast, podczas dorocznych miejskich festiwali jazzowych, gitarowych i bluesowych, występują miejscowi oraz międzynarodowi muzycy. Dundee Contemporary Arts, otwarty w 1999 mieści galerię sztuki współczesnej oraz 2 sale kinowe. Budynek Galerii McManus zbudowany w stylu neogotyckim, położony jest przy Albert Square. Znajdują się tu muzeum i galeria prezentująca wystawy: malarstwa, rzeźby i sztuki użytkowej, jak również historii naturalnej.
Dundee może poszczycić się także sporym dziedzictwem literackim. W mieście urodzili się, mieszkali bądź studiowali autorzy: A. L. Kennedy, Rosamunde Pilcher, Kate Atkinson, Thomas Dick, Mary Shelley oraz John Burnside. Co 2 lata w Dundee organizowany jest Międzynarodowy Konkurs Literacki skierowany do nowych autorów, w którym nagrodą jest 10 000 £ i publikacja utworu przez Polygon Books. Do zwycięzców należeli m.in. Andrew Murray Scott, Claire-Marie Watson i Malcolm Archibald. William McGonagall, stale cytowany jako „najgorszy poeta świata”, pracował oraz pisał w Dundee, często prezentując swe utwory w pubach i barach. Wiele jego wierszy opowiada o mieście oraz zdarzeniach z nim związanych, np. jeden z nich nosi tytuł The Tay Bridge Disaster.
W mieście i okolicy urodziło się wielu innych znanych ludzi takich jak: aktor Alan Cumming oraz księżniczka Małgorzata.

### Muzyka
Wielu popularnych wykonawców muzycznych takich jak soulowo-funkowa formacja Average White Band, the Associates, zespół muzyczny Spare Snare, Danny Wilson oraz grający indie rock zespół The View, pochodzą z Dundee. Debiutancki album zespołu The View dotarł do 1. miejsca brytyjskich list przebojów w styczniu 2007. Ricky Ross z Deacon Blue i piosenkarz K.T. Tunstall byli uczniami High School of Dundee, choć Tunstall nie jest rodowitym mieszkańcem miasta. Irlandzka grupa Snow Patrol (indie rock) została założona przez studentów Uniwersytetu w Dundee, Brian Molko; wokalista Placebo, dorastał w tym mieście. Pod koniec czerwca, w Dundee odbywa się doroczny festiwal bluesowy znany jako Dundee Blues Bonanza. W maju 2006 festiwal zorganizowany przez BBC Radio 1 zorganizowało festiwal o nazwie Big Weekend w parku Camperdown w Dundee. Miasto posiada także prężną scenę muzyki undergroundowej, w której działa np. The Hazey Janes.
Region Dundee jest również stale przewijającym się motywem w utworach powermetalowego zespołu Gloryhammer – miał z niego pochodzić Angus McFife, postać sceniczna, w którą wcielał się były wokalista grupy, Thomas Winkler.

### Radio i telewizja
Dundee jest siedzibą jednego z 11 centrów szkockiego oddziału BBC. BBC Szkocja Dundee znajduje się w centrum Nethergate. Regionalne studia STV znajdują się również w Dundee i stąd nadawane są lokalne wiadomości, w biuletynie informacyjnym North Tonight stacji STV.
Między 2001 i 2002, miasto miało własny licencjonowany kanał telewizyjny – Kanał Szósty Dundee, który nadawał muzykę, filmy i popularne kreskówki dla dzieci. Miasto ma dwie stacje radiowe – Wave 102 i Tay FM – o częstotliwościach odpowiednio 102,0 i 102,8  FM. Na falach AM nadaje stacja Tay AM.

### Sport
Dundee posiada dwie zawodowe drużyny piłkarskie: Dundee F.C. stworzone w 1893 r. i Dundee United F.C. stworzone w 1909 r., które grają na stadionach (odpowiednio) Dens Park i Tannadice Park. Są one prawdopodobnie najbliżej położonymi siebie stadionami piłkarskimi na świecie. Dundee jest jednym z trzech brytyjskich miast, z którego wywodzą się dwaj półfinaliści Ligi Mistrzów (pozostałe miasta to Glasgow i Londyn). Dundee przegrało z A.C. Milanem w roku 1963, a Dundee United – z AS Roma w 1984. Ponadto, Dundee doszło do półfinałów Pucharu Miast Targowych w 1968, a Dundee United – do finału Pucharu UEFA w 1987. Od sezonu 2004–2005, Dundee United jest jedynym miejskim klubem w Scottish Premier League (SPL). W regionie działa również 6 drużyn piłkarskich juniorów: Dundee North End, East Craigie, Lochee Harp, Lochee United, Dundee Violet i Downfield. W maju 2005 r. dwa miejscowe zespoły – Tayport i Lochee United – zakwalifikowały się do finału Scottish Junior Cup na Tannadice Park, wygranego przez Tayport.
Dundee ma drużynę hokejową Dundee Texol Stars, trenującą w Dundee Ice Arena. Gra ona w Scottish National League (SNL) z Dundee Tigers oraz w Northern League (NL) i innych pucharach. W Dundee istnieje także klub rugby Dundee High School Former Pupils uczestniczący w rozgrywkach Pierwszej Dywizji BT Premier League. Menzieshill Hockey Club należy do czołowych zespołów hokeja na trawie w kraju, regularnie reprezentujących Szkocję w zawodach europejskich. Drużyna bierze udział w rozgrywkach European Indoor Cup A Division, a w ostatniej dekadzie siedem razy wygrała Scottish Indoor National League. W Dudhope Park dzięki środkom z funduszu Quality of Life Szkockiej Egzekutywy zbudowano betonowy skate park. Po otwarciu w 2006 roku został nominowany do nagrody Nancy Ovens Award.